# Grand Tour po Švici
Grand Tour po Švici je počitniška pot skozi Švico. Do leta 2021 naj bi Grand Tour vsako leto v Švico pripeljal približno 200.000 dopustnikov, ki naj bi letno porabili 225 milijonov švicarskih frankov.

## Zgodovina
Na podlagi Grand Tour  iz 18. stoletja so Švicarski turizem in zasebno sponzorsko združenje leta 2015 začeli načrtovati Grand Tour po Švici. Cilj je posameznim turistom olajšati načrtovanje in izvedbo potovanja po Švici z avtomobilom ali motorjem. Kot model je služila znamenita Route 66 v ZDA.

## Potek in znamenitosti
Ogled skozi vse dele države vodi preko 1643 kilometrov do 44 znamenitosti, vključno z 11 spomeniki Unescove svetovne dediščine, skozi 51 mest in vzdolž 22 jezer. Najvišja točka Grand Toura je prelaz Furka, 2429 m nad morjem, najnižja točka je jezero Maggiore, 193 m nad morjem.
Za ogled je potrebno vsaj 7 dni, s časom potovanja najmanj 5 ur na dan. Ker tura vodi tudi preko 5 alpskih prelazov, celotna tura ni zagotovljena za pot skozi vse leto. Potovanje poteka po običajnem švicarskem cestnem omrežju. Od poletne sezone 2016 je Grand Tour označena z uradnimi rjavimi smerokazi v smeri urinega kazalca. Prvi od 650 smerokazov je bil v Zürichu nameščen oktobra 2015.
V zgodovinskem smislu so pomembna postajališča Basel, Bern, Luzern, Zürich, Schaffhausen, St. Gallen in Ženeva.
Slikovita območja so Briensko jezero, Vierwaldstadtsko jezero, Renski slapovi, Appenzellerland, Davos, Engadin s švicarskim narodnim parkom, Ticino, Ascona, regija Aletsch, Zermatt z Matterhornom, Lavaux in Creux du Van. Med drugim so vredna ogleda stara mesta Bern in Luzern ter grad Chillon.

## Posebnosti
Za ljubitelje vlakov obstaja krajša različica krožnega potovanja, imenovana Grand Train Tour of Switzerland. Celoletna sprejemljiva tura je dolga približno 1285 kilometrov in vodi do vrhuncev švicarskega sistema javnega prevoza. Tura je zbirka obstoječih panoramskih poti, kot so Voralpen expres ali GoldenPassLine.
Tako imenovane Grand Tour foto točke so postavljene na različnih postajah vzdolž celotne poti Grand Tour po Švici; do septembra 2020 jih je bilo 57. Točke v obliki rdečega okvirja z okrasnim elementom kažejo prizorišče za različne slikovite in arhitekturne znamenitosti. Večina foto točk je brezplačnih, za jame St. Beatus ali Renske slapove pa je treba plačati vstopnino za to, da pridete do mesta za fotografiranje.

## Kritika
Kritike Grand Toura prihajajo iz okolja. Za švicarsko stranko zelenih je nerazumljivo, da švicarski turizem spodbuja cestni promet v gorah. Švicarski transportni klub VCS meni, da je ideja o avtomobilski turneji po Švici zastarela z dobro razvitim sistemom javnega prevoza.